# Димитър Русейски
Димитър Георгиев Русейски или Росейски е български фотограф.

## Биография
Роден е на 25 август 1882 г. в Стара Загора. Майка му Анна е гъркиня, а бащата му Георги завършва в Одеса. Оттам идва фамилното им име – наричали го „Руския“. Баща му работи като учител. От Русия си донася пътническа фотокамера и прави снимки. По-късно семейството се премества в Пловдив.
През 1898 г. Димитър Русейски прекъсва гимназиалното си образование (учи до V клас) и започва да изучава фотография при майстора фотограф Димитър Кавра в Пловдив. След 3 години обучение Русейски се мести в Сливен. Владее гръцки, френски и турски език. Първото му ателие се намира на ул. „Д. Добрович“ 4 в Сливен. По-късно работи и на „Великокняжевска“ 23 в къщата на опълченеца Йордан Влахов – Йордан Сливнов. През 1903 г. се жени за Мария Захариева Влахова, племенница на Йордан Влахов.
На изложение в Анверс (Антверпен) през 1908 г., печели I награда и Златен медал.
Открива фотографски ателиета в много градове на България – Сливен, Варна, Пловдив, Стара Загора, София, Казанлък, Русе и др.
Умира на 1 януари 1948 г. в Сливен.

## Фотографии на граждани, места и събития
Димитър Георгиев Русейски е автор на известната снимка на цар Фердинанд I, Александър Малинов и други официални лица при обявяването на Независимостта на България в Търново на 22 септември 1908 г.
През 1916 година в Пловдив пристига фотогарфът Янаки Манаки, който е под полицейско наблюдение и няма право да напуска града без специално разрешение, заради намерени в неговото ателие в Битоля оръжия, които той ползвал за реквизит. Там той се сприятелява с Русейски и започва да работи в неговото студио. От този период са запазени 103 стъклени плаки, между които много автопортрети.
- Фотографии от Димитър Русейски
- Цар Фердинанд I, премиерът Александър Малинов и други официални лица при обявяването на независимостта на България в Търново на 22 септември 1908 г.
- Портрет на Андрей Ляпчев премиер-министър на България
- Билет за уволнение от военна служба в запас на редник Димитър Русейски от армията - 27 октомври 1918
- Паспорт за пътуване в странство след Балканската война 24 септември 1913 на Димитър Русейски

## Военни фотографии
През Първата световна война Русейски е мобилизиран като фотограф при щаба на I самостоятелна армия. От снимките правени от 1915 до 1918 година по-късно изработва фотоизложба. Останал е част от списъка със собственоръчно написаните заглавия. Листите не са запазени напълно, има прокъсани листа, почеркът не е четлив, липсват части от текста и има съкращения. Списъкът е адресиран до полковник Попов във Военното министерство и до Министерството на просветата, с искане на разрешение за показването и. Снимките имат не само документална но и художествена стойност. Местата на снимките са гр. Качаник, вр. Ковил, вр. Попадия, вр. Каймакчалан, Беласица и др.
- Военни фотографии от Димитър Русейски
- Наблюдателен пункт на Българската армия - Македонски фронт - вр. Попадия (Каймакчалан) 1916 г.- автор Димитър Русейски